# Альберто Апарісіо
Альберто Апарісіо (ісп. Alberto Aparicio; 11 листопада 1923, Ла-Пас) — болівійський футболіст, що грав на позиції півзахисника за клуб «Ферровіаріо» (Ла-Пас).

## Клубна кар'єра
У футболі відомий виступами у команді «Ферровіаріо» (Ла-Пас), кольори якої і захищав протягом усієї своєї кар'єри гравця.

## Виступи за збірну
Був присутній в заявці збірної на чемпіонаті світу 1950 року у Бразилії, але на поле не виходив.